# Skarn

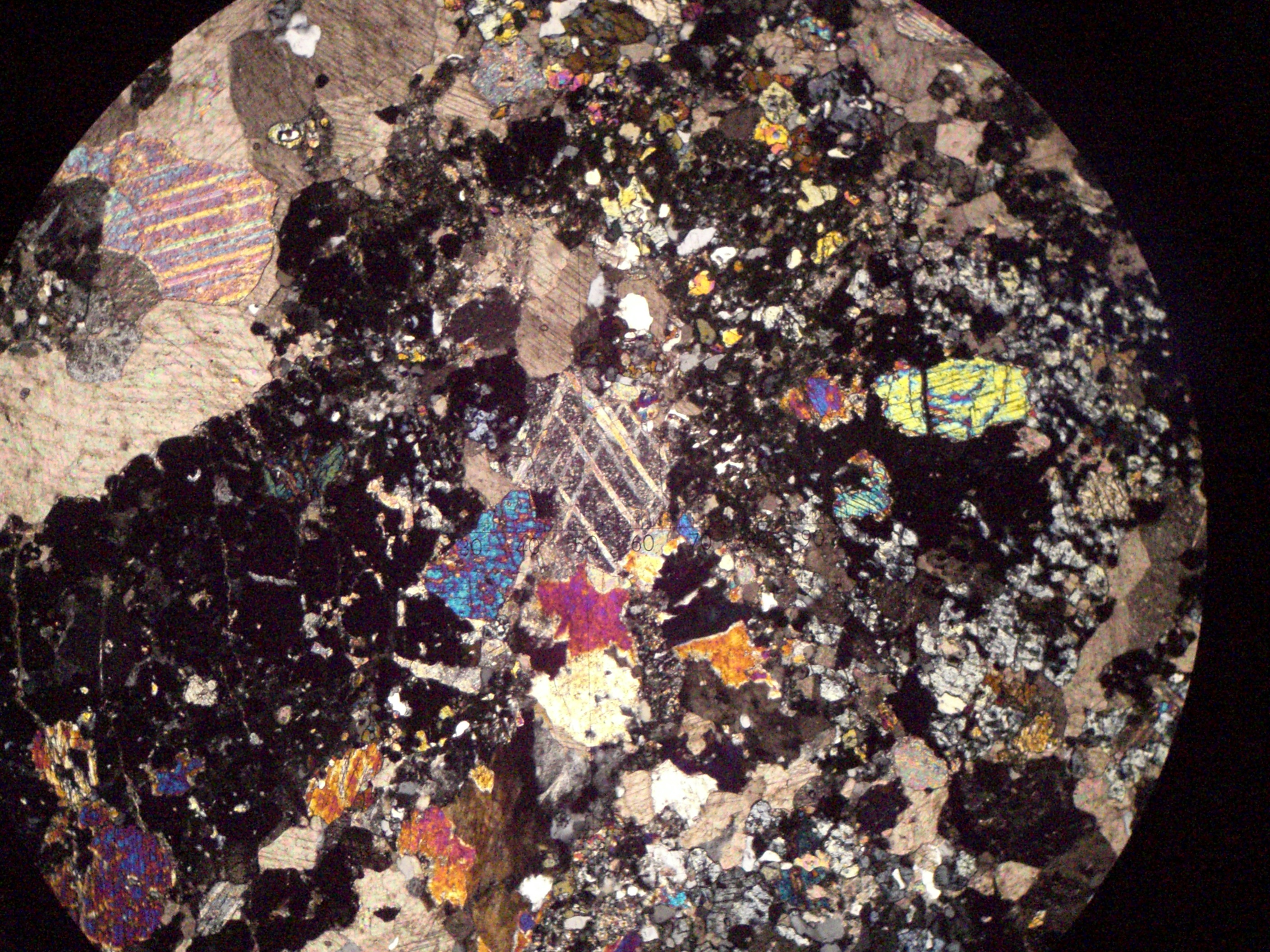
Dünnschliff eines Skarns unter dem Polarisationsmikroskop bei gekreuzten Polarisatoren

Als Skarn (aus dem Schwedischen) wird eine Gruppe überaus heterogener Gesteine metamorphen oder metasomatischen Ursprungs bezeichnet, welche sich durch ihre mineralogische Zusammensetzung mit meist calciumreichen Silikaten auszeichnen. Sie entstehen oftmals bei der Intrusion von Magmen in karbonatreiche Gesteinsschichten wie beispielsweise Kalkstein oder Dolomit, können aber prinzipiell in den meisten Gesteinen auch ohne magmatische Prozesse entstehen. Skarne sind häufig auftretende Gesteine, allerdings ist ihre Erstreckung meist gering und reicht von Zentimeter bis zu mehrere Kilometer messenden Körpern. Skarne sind oftmals vererzt und können bedeutende Erzlagerstätten für eine Vielzahl von Metallen bilden. Die Verwendung des Begriffs Skarn in seiner heutigen Bedeutung geht auf Alfred Elis Törnebohm zurück, welcher ihn 1875 erstmals zur Beschreibung von Granat-Pyroxengesteinen der Lagerstätte Persberg in Schweden in die wissenschaftliche Literatur einführte.

## Gesteinsbeschreibung und Mineralbestand
Skarne sind durch ihre mineralogische Zusammensetzung definiert, welche meist von calciumreichen Silikaten dominiert wird. Dies sind hauptsächlich Granat (meist Grossular oder Andradit), Pyroxen (z. B. Diopsid, Hedenbergit), Amphibol (z. B. Aktinolith, Hornblende) oder Minerale der Epidotgruppe (z. B. Epidot, Klinozoisit). Je nach Ausgangsgesteinen und Entstehungsbedingungen können auch magnesium-, eisen- oder manganreiche Silikate eine Rolle spielen. Unter Umständen können Skarne hohe Anteile an Oxid- und Sulfidmineralen enthalten, wodurch sie bedeutende Lagerstätten für eine Vielzahl von Metallen darstellen können.
Ausgehend von der genauen mineralogischen Beschaffenheit können Skarne farblich von meist braun oder grün bis hin zu rot, gelb, grau oder weiß variieren. Die Korngröße der Gesteine ist ebenso variabel und reicht von oftmals fein- bis hin zu grobkörnig.
Skarne sind oftmals sehr harte Gesteine und sind bei hohen Granatanteilen sehr resistent gegen Verwitterung. Pyroxenreiche Skarne können hingegen schneller zersetzt werden.

## Einteilung von Skarnen
Skarne können nach unterschiedlichen Gesichtspunkten klassifiziert werden. Dies ist von der jeweiligen Fragestellung abhängig und kann petrologische, genetische oder wirtschaftliche Eigenschaften umfassen.

### Entstehung
Skarne können hinsichtlich ihrer Entstehung in Kalksilikatfelse, Reaktionsskarne, Skarnoide und die am weitesten verbreiteten klassischen metasomatischen Skarne unterschieden werden.
Die verschiedenen Skarntypen kommen im Umfeld von Intrusionen oftmals zusammen vor. Die Entstehung von Kalksilikatfelsen, Reaktionsskarnen und Skarnoiden geht dabei der Bildung der metasomatischen Skarne voraus, da diese schon durch die reine Wärmewirkung einer aufsteigenden Intrusion entstehen, bevor es durch einen Stofftransport zwischen Intrusion und Nebengesteinen durch hydrothermale Lösungen kommt. Diese frühen Skarnbildungen laufen daher parallel zur Bildung anderer kontaktmetamorpher Gesteine wie Hornfels oder Marmor ab. Sie können die nachfolgende Bildung metasomatischer Skarne unter Umständen behindern, da diese mit ihrer feinkörnigen und geochemisch relativ widerstandsfähigen Mineralogie Wegsamkeiten für hydrothermale Lösungen versiegeln.

#### Kalksilikatfelse
entstehen durch Metamorphose aus unreinen Karbonatgesteinen wie Mergel, sind feinkörnig und stratiform, das heißt, sie entsprechen in ihrer Schichtung den Ausgangsedimenten. Bei ihrer Entstehung kam es zu keiner Stoffzufuhr von außen.

#### Reaktionsskarne
entstehen ohne äußere Stoffzufuhr am Kontakt zwischen Karbonat- und Silikatschichten in feingeschichteten Gesteinseinheiten. Allerdings kommt es im Kontaktbereich zwischen den einzelnen Lagen zu einem Stoffaustausch über wenige Zentimeter. Wie Kalksilikatfelse sind sie sehr feinkörnig und folgen der Schichtung der Ausgangssedimente. Durch ihre Entstehungsweise sind sie jedoch sehr kleinräumig und oftmals nur einige Zentimeter mächtig.

#### Skarnoide
können als Zwischenstadium von Kalksilikatfelsen und metasomatischen Skarnen angesehen werden. Auch sie spiegeln im Wesentlichen die Geochemie der Ausgangsgesteine wider, sind feinkörnig und eisenarm. Jedoch kam es hier auch zum Zufluss von Fluiden (u. a. Grundwasser) und damit zu einem Stofftransport über feine Risse im Gestein. Skarnoide können daher Schichtgrenzen überschneiden.

#### Metasomatische Skarne
entstehen durch die Wechselwirkung aggressiver hydrothermaler Lösungen mit karbonatreichen Gesteinseinheiten. 
Im Gegensatz zu den zuvor genannten Typen sind metasomatische Skarne in der Regel grobkörnig und weisen eine hohe Stoffzufuhr von außen auf. Sie entstehen zumeist, wenn granitische Magmen in karbonatreiche Sedimenteinheiten intrudieren. Durch den sinkenden Druck, der auf die Gesteinsschmelze beim Aufstieg wirkt, entmischen sich Wasser und andere gelöste Bestandteile wie Chlorid- oder Fluoridionen aus dem Magma und wirken durch die hohen Temperaturen sehr aggressiv auf benachbarte Gesteine und auch auf das erstarrende Magma. Dabei kommt es zu einem regen Stoffaustausch zwischen der hydrothermalen Lösung, den Nebengesteinen und dem neu entstandenen magmatischen Gesteinskörper.
Metasomatische Skarne kann man nach ihrer Lage in Bezug auf ihre Ausgangsgesteine weiter unterteilen.
 Endoskarn  bezeichnet jenen Skarn, der durch Umwandlung des verursachenden Plutons - in der Regel ein granitisches Gestein- entstanden ist. 

Exoskarn bezeichnet jenen Skarn, der durch Umwandlung des angrenzenden Gesteins (meist ein Kalkstein) außerhalb des Plutons entstanden ist. Exoskarne sind meist deutlich voluminöser als Endoskarne. Bei sehr großen und intensiv umgewandelten Skarnsystemen ist die Grenze zwischen Endo- und Exoskarnen oftmals schwierig zu bestimmen. Exoskarne können weiter in proximale (nah am Pluton) und distale (in größerer Entfernung vom Pluton) Skarne unterteilt werden.

### Zusammensetzung der Ausgangsgesteine
Die geochemische Zusammensetzung der Ausgangsgesteine hat einen großen Einfluss auf die Mineralogie der daraus entstehenden Skarne.

#### Kalziumskarne
Kalziumskarne sind die weitverbreitetsten Skarntypen und gingen aus kalziumreichen Ausgangsgesteinen hervor, in der Regel Kalksteinen. Ihre Mineralogie wird von Granat, Pyroxen, Wollastonit und weiteren kalziumreichen Silikaten bestimmt.

#### Magnesiumskarne
Magnesiumskarne gingen aus dolomitreichen Gesteinen hervor. Ihre mineralogische Zusammensetzung ist oftmals komplexer als jene der Calciumskarne, da neben Calcium Magnesium ein weiterer chemischer Hauptbestandteil der skarnbildenden Minerale ist, und wird vorwiegend aus Olivin, Pyroxen, Humit und weiteren magnesiumreichen Mineralen dominiert.

#### Manganskarne
Manganskarne sind relativ selten und treten in der Regel mit Calciumskarnen auf. Ihre mineralischen Bestandteile sind manganreiche Silikate wie Spessartin, Johannsenit oder Rhodonit.

### Mineralogische Zusammensetzung
Die mineralogische Zusammensetzung der Skarne kann ebenfalls zur Klassifizierung herangezogen werden. So kann man Skarne nach deren Hauptbestandteilen („Granatskarne“, „Pyroxenskarne“ etc.) benennen. Jedoch kann innerhalb eines Skarnkörpers die Mineralogie erheblich variieren. Typischerweise weisen metasomatische Skarne eine typische Zonierung ihrer Mineralogie auf und sind in der Nähe des verursachenden Plutons granatreicher als in größerer Entfernung zum Pluton, wo oftmals Pyroxen dominiert. Diese Zonierung kann für die Erkundung von Lagerstätten sehr wichtig sein, da in den unterschiedlichen Zonen eines Skarns unterschiedliche Metalle angereichert sein können. Auch kann die Zonierung die Richtung zum Pluton angeben, sollte dieser nicht aufgeschlossen sein. Ebenfalls ändert sich die chemische Zusammensetzung der einzelnen Skarnminerale typischerweise mit der Entfernung vom Pluton. Da dies direkt Einfluss auf die Farbe der typischen Skarnminerale hat, werden Granate mit zunehmender Entfernung vom Pluton heller, während Pyroxene dunkler werden.
Die Mineralogie gibt auch Auskunft über den Redoxcharakter eines Skarns. Oxidierte Skarne mit einem hohen Verhältnis von Fe3+ zu Fe2+ weisen beispielsweise einen hohen Anteil von eisenreichen Granatmineralen wie Andradit auf, während der eisenarme Grossular für reduzierte Skarne charakteristischer ist. Auch kommt Magnetit in reduzierten Skarnen selten oder gar nicht vor, während er typisch für oxidierte Skarne ist. Diese Unterscheidung hat große Bedeutung für die Rohstofferkundung, da stark reduzierte Skarne beispielsweise Zinn-, aber keine Kupferlagerstätten enthalten können.
Die Entstehung eines Skarns findet in mehreren Phasen unter wechselnden Bedingungen statt. Mineralassoziationen, die sich unter zunehmenden Temperaturbedingungen in der Frühphase der Skarnentwicklung bilden, werden als prograd bezeichnet, jene, die sich unter abnehmenden Temperaturbedingungen bilden, als retrograd. Prograde Mineralbildungen sind in der Regel wasserfrei (Granat, Pyroxen), während retrograde Minerale oftmals wasserhaltig sind (Amphibol, Epidot). Es kann aber auch zur Bildung von mehreren Generationen desselben Minerals unter prograden und retrograden Bedingungen kommen, so z. B. mehrere Generationen von Granat nebeneinander. Retrograde Minerale zerstören oftmals die prograden Minerale – so kann beispielsweise Granat durch Epidot verdrängt werden.

### Wirtschaftliche Bedeutung
Skarne können nach den darin enthaltenen Elementen aus Rohstoffsicht klassifiziert werden und bilden bei entsprechend großer Anreicherung von wirtschaftlich gewinnbaren Erzen Skarnlagerstätten. Einige Vererzungstypen sind hierbei für bestimmte geologische Bildungsbedingungen charakteristisch. Skarnvererzungen kommen fast ausschließlich in metasomatischen Skarnen vor, da für die wirtschaftliche Anreicherung der Metalle eine äußere Stoffzufuhr notwendig ist.
Skarnlagerstätten werden seit mindestens 4000 Jahren bergbaulich genutzt und gehören heute für einige Metalle zu den bedeutendsten Rohstoffquellen, allen voran für Kupfer und Wolfram. In der wissenschaftlichen Literatur sind heute mehr als 1.400 verschiedene Skarnlagerstätten beschrieben.

#### Kupferskarne
Kupferskarne sind die am weitesten verbreiteten Typen von Skarnlagerstätten. Sie treten meist in Verbindung mit porphyrischen Kupferlagerstätten im Bereich aktiver Kontinentalränder auf und bilden sich in geringer Tiefe. Sie bilden dabei, entsprechende karbonatische Ausgangsgesteine vorausgesetzt, ein Halo um den eigentlichen Kupferporphyr.
Die im Skarn enthaltene Menge an Kupfer kann in einigen Fällen den des eigentlichen Kupferporphyrs übertreffen. In einigen Fällen können Kupferskarne mehr als eine Milliarde Tonnen Erz enthalten. Da die Erzgehalte in den Skarnen meist deutlich höher als jene des Kupferporphyrs sind, haben auch kleinere Skarnvererzungen um einen Kupferporphyr hohe Bedeutung für die Wirtschaftlichkeit eines solchen Bergbauprojektes und werden oftmals zuerst gewonnen.
Kupferskarne enthalten oftmals wirtschaftliche Beimengungen von Gold, Silber oder Zink. Bedeutende Beispiele von Kupferskarn-Porphyrsystemen sind der Ertsberg-Grasberg-Distrikt in Indonesien, Bingham in den USA oder Antamina in Peru.

#### Eisenskarne
Eisenskarne bilden die größten Skarnlagerstätten und können mehrere Milliarden Tonnen Erz enthalten. Haupterzmineral ist Magnetit mit häufig nur geringen Beimengungen von Kalksilikaten. Sie bilden sich oftmals durch die Intrusion eisenreicher Magmen in Karbonatgesteine im Inselbogenbereich. In einigen Fällen ist der Endoskarn größer als der Exoskarn, und es gibt auch Übergänge zu Kupferskarnen. In einigen modernen Veröffentlichungen werden manche Eisenskarne den IOCG-Lagerstätten zugerechnet, wobei Kalksilikatminerale für letztere eigentlich nicht typisch sind.
Große Bedeutung haben Eisenskarne für die Stahlindustrie in Russland, das über große Lagerstätten im Ural verfügt. Bedeutende Vorkommen gibt es aber auch auf anderen Kontinenten einschließlich kleiner Vorkommen im sächsisch-böhmischen Erzgebirge.

#### Zinkskarne
Zinkskarne bilden sich oftmals in größerer Entfernung von der Intrusion. Bei einigen Lagerstätten ist dadurch die Intrusion, die zur Skarnbildung führte, unbekannt. Zinkskarne können einige Millionen Tonnen Erz enthalten und haben oftmals hohe Erzgehalte mit 10 bis 20 % Zink und Blei. Daneben ist oftmals Silber in bedeutenden Mengen enthalten. Zinkskarne weisen eine eisen- und manganreiche Mineralogie auf. In größeren Erzdistrikten nimmt die Menge an typischen Skarnmineralen in den Zinkerzen mit zunehmender Entfernung vom Pluton bis hin zu massiven, skarnfreien Sulphidvererzungen ab.

#### Molybdänskarne
Molybdänskarne können kleine, hochgradige Erzkörper oder sehr große Erzkörper mit geringen Erzgehalten bilden. Oftmals sind in diesen Skarnen weitere Metalle angereichert und in einigen Fällen macht nur die gemeinsame Gewinnung von Molybdän und weiteren Metallen die Gewinnung wirtschaftlich. Auch gibt es Übergänge zu Wolfram- oder Kupferskarnen. Diese Skarne entstehen oftmals in siltreichen Karbonatgesteinen oder Mergeln, seltener in Dolomit.

#### Wolframskarne
Wolframskarne entstehen oftmals in größerer Tiefe, wodurch sie meist nur eine geringe Mächtigkeit von wenigen Metern am direkten Kontakt zur Intrusion besitzen. Dennoch gibt es einige große Lagerstätten, die sich oftmals durch sehr hohe Wolframgehalte auszeichnen. Diese gehören heute zu den bedeutendsten Wolframproduzenten. Haupterzmineral ist Scheelit, in einigen Lagerstätten kommt auch ein breites Spektrum an anderen Rohstoffen vor, die mitgewonnen werden können.
Bedeutende Wolframskarne gibt es im in China, Korea, im fernen Osten Russlands, dem Nordwesten Kanadas, dem Nordosten Brasiliens und Tasmanien. Kleinere Wolframskarne gibt es auch in Sachsen, so im Erzgebirge und bei Delitzsch.
Es gibt auch einige Wolframskarne, die durch regionalmetamorphe Prozesse ohne Bezug auf eine magmatische Intrusion entstanden sind. Diese haben aber kaum wirtschaftliche Bedeutung.

#### Zinnskarne
Zinnskarne sind fast ausschließlich an sehr siliziumreiche Magmen, die durch das teilweise Aufschmelzen kontinentaler Erdkruste entstanden sind, gebunden. Zinnskarne kommen oftmals mit Greisenalteration vor, was bei anderen Skarntypen nicht der Fall ist.
Im Gegensatz zu anderen Metallen können die typische Skarnminerale Granat, Titanit oder Vesuvian teilweise große Mengen Zinn in ihre Struktur einbauen. Dieses Zinn kann nicht wirtschaftlich gewonnen werden und ist daher für einen Bergbaubetrieb verloren. Für die Bildung einer wirtschaftlich gewinnbaren Lagerstätte ist es daher von Bedeutung, dass die ursprünglichen zinnhaltigen Skarnminerale durch weitere hydrothermale Prozesse wieder zerstört und dass darin enthaltene Zinn als Kassiterit oder Stannit (Stannin) neu abgeschieden wurde.
Wie auch bei Zinkskarnen gibt es bei großen Systemen eine Zonierung von kalksilkatreichen zu kalksilikatarmen oder gänzlich -freien Erzkörpern, wodurch es Diskussionen gibt, ob letztere noch als Skarnlagerstätten bezeichnet werden sollten. In großen Zinnskarndistrikten sind die „skarnfreien“ Erzkörper durch die zuvor beschriebene Problematik des Zinneinbaus in Kalksilikatminerale wirtschaftlich attraktiver.
Beispiele für Zinnskarne finden sich auf Tasmanien oder im sächsischen Erzgebirge.

#### Goldskarne
Gold wurde lange Zeit nur fast ausschließlich als Nebenprodukt der Buntmetallgewinnung aus Skarnen gewonnen, meist aus Kupferskarnen. Erst in den 1970er Jahren wurde, auch bedingt durch steigende Goldpreise, vermehrt Gold aus Skarnen gewonnen.
Goldskarne bilden eine breite Gruppe und können sich unter recht unterschiedlichen Bedingungen bilden. Jedoch haben die Skarne mit den höchsten Goldgehalten (5 bis 15 g/t) einen oftmals reduzierten Charakter und sind meist frei an anderen gewinnbaren Metallen.

#### Andere Skarnlagerstätten
Einige Skarne können bedeutende Gehalte an Uran oder Seltenen Erdelementen enthalten, beispielsweise die Lagerstätte Mary Kathleen in Australien. Ihre wirtschaftliche Bedeutung ist aber gering.
Skarne ohne Vererzungen können begehrte Baurohstoffe sowie Ziersteine sein.